# Karl Planck von Planckburg

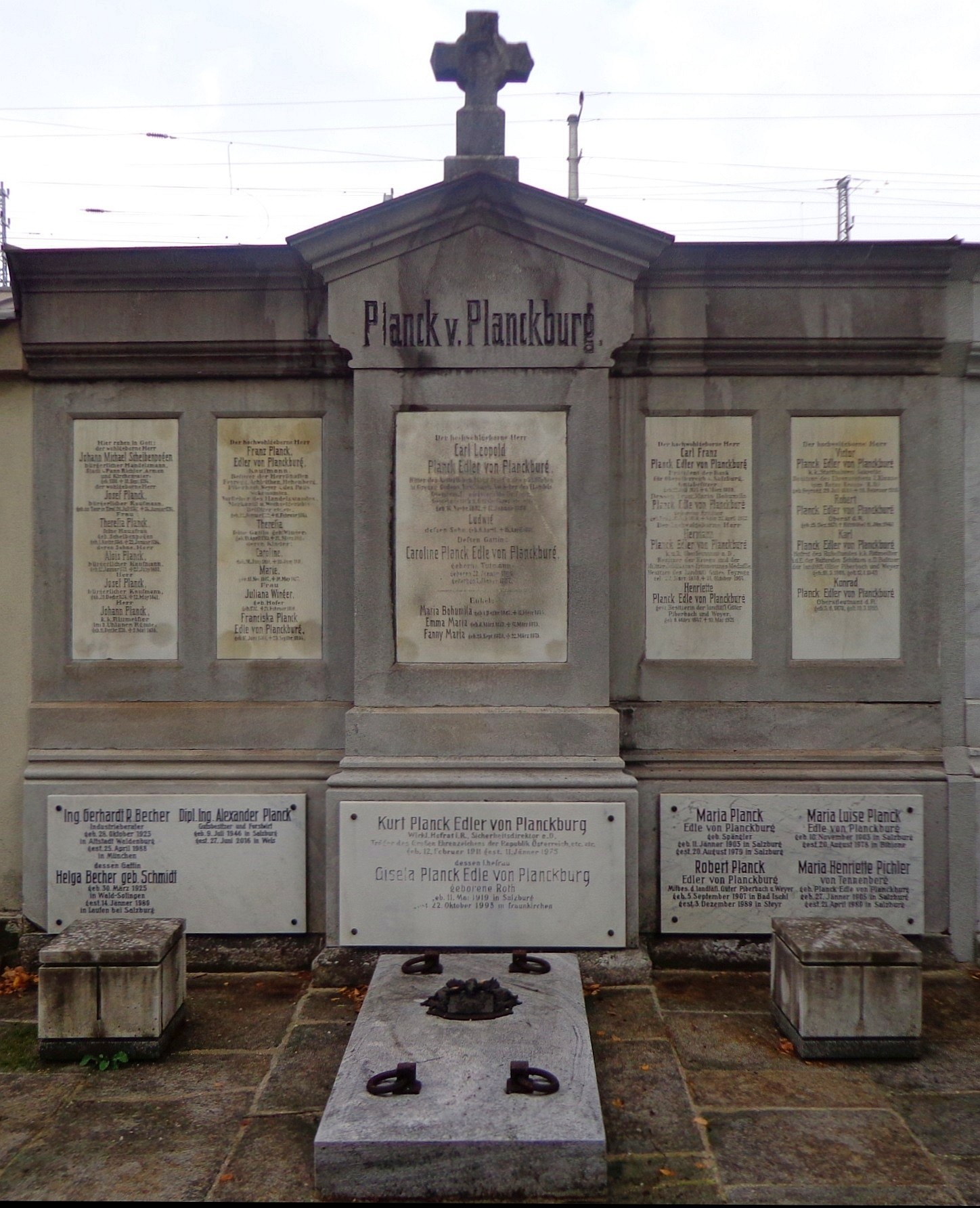
St. Barbara-Friedhof Linz, Grab der Familie Planck von Planckburg, in dem auch Karl Planck von Planckburg bestattet ist.

Karl (Karlmann) Planck von Planckburg (* 18. Mai 1869 in Linz; † 12. Jänner 1945 in Kematen an der Krems) war ein österreichischer Gutsbesitzer (Besitzer des landtäflichen Gutes Piberbach und Weyer im Traunviertel) und Politiker.

## Ausbildung
Karl Planck von Planckburg besuchte das Stiftsgymnasium Kremsmünster und legte 1887 die Matura ab. Anschließend studierte er von 1887 bis 1891 an der Universität Wien Rechtswissenschaften.

## Laufbahn
Von 1892 bis 1901 war er Jurist der k.k. Statthalterei in Perg und Steyr, von 1901 bis 1905 im k. k. Ministerium des Inneren in Wien tätig. Von 1906 bis 1910 war er k. k. Bezirkshauptmann von Ried im Innkreis. Von 1910 bis 1918 war er Schriftführer im Herrenhaus des Reichsrates in Wien. 1918 wurde er zum Hofrat ernannt.

## Ämter
- Kammerrat, Landwirtschaftskammer Oberösterreich
- Präsident des Wald- und Grundbesitzerverbands Oberösterreich
- Vorstandsmitglied des Wald- u. Grundbesitzerverbandes
- Obmann-Stellvertreter des Bauernbundes für Oberösterreich
- Vorstandsmitglied der Landarbeiter-Versicherungsanstalt Oberösterreich
- Obmann-Stellvertreter der Vereinigung katholischer Edelleute
- Kreisarchivalienpfleger Kremsmünster
- Mitglied des Bundeswirtschaftsrates: 1. November 1934 bis 12. März 1938

Nach dem Anschluss 1938 keine öffentlichen Tätigkeiten mehr. Er ist begraben am St. Barbara-Friedhof in Linz.

## Ehrungen
- 1897: Goldenes Verdienstkreuz
- 1910: Ehrenbürger von Taiskirchen im Innkreis und Reichersberg
- 1912: Ritterkreuz des Franz-Joseph-Ordens
- 1917: Karl-Truppenkreuz

## Publikationen
- Karl Planck von Planckburg: Die Landes-Erbämter und die Erbhuldigungen in Österreich ob der Enns. In: Jahrbuch der Vereinigung katholischer Edelleute in Österreich. Innsbruck/Wien/München 1929, 46 Seiten.
- Karl von Planck: Die Planck von Planckburg und die Scheibenpogen. Ein Beitrag zur Geschichte der Stadt Linz. In: Gestalter und Gestalten (= Linz, Erbe und Sendung). Oberbürgermeister der Gauhauptstadt Linz, Linz 1943, S. 35–137.